# Maurikios
Maurikios (539–602) byl v letech 582 až 602 císařem byzantské říše a jedním z nejdůležitějších raně byzantských panovníků vůbec. Jeho vláda se vyznačovala především obrannými boji na hranicích.
Flavius Mauricius Tiberius pocházel z Arabissu v Kappadokii a byl úspěšným vojevůdcem. Byl adoptován svým předchůdcem císařem Tiberiem II. a po jeho smrti nastoupil na trůn. Doba jeho vlády je velmi dobře zdokumentovaným obdobím doznívající pozdní antiky (nejdůležitějším pramenem je dílo alexandrijského historika Theofylakta Simokatta).
Maurikios musel pokračovat ve válce se sásánovskou říši, která vypukla již v roce 572 za Justina II. Tato válka byla ukončena teprve v roce 591 dosazením Husrava II. Římany na perský trůn, poté co byl poražen perský uzurpátor jménem Bahrám Čóvén. V mírové smlouvě Husrav II., který byl Maurikiem patrně adoptován, odstoupil Římanům za jejich pomoc severní Mezopotámii, značnou část Arménie a Ibérii (východní Gruzii). V důsledku toho pak Maurikios donutil Armény k církevní unii s Konstantinopolí.
Po vítězství na východě se Maurikios obrátil na Balkán proti Avarům a za tímto účelem přemístil značné množství bojovné arménské šlechty do jihovýchodní Evropy. Slované, kteří společně s Avary již po desetiletí podnikali loupeživá tažení do římských provincií na Balkáně, přikročili od osmdesátých let šestého století k trvalému usídlování na tomto území. Tažení v Thrákii nicméně probíhala s rozdílným úspěchem a ačkoliv během úspěšných vojenských operací dosáhla římská vojska v roce 593 poprvé po dlouhé době Dunaje, Slovanskému pronikání do Řecka se mu zamezit nepodařilo. Zbývající italská území uspořádal v novou správní jednotku tzv. exarchát Ravenna, čímž alespoň zpomalil pronikání Langobardů do země. Římské území v Africe bylo obdobně přeměněno v kartaginský exarchát.
Maurikios chtěl patrně nadále zachovat nárok Konstantinopole na vládu nad celým územím starého římského impéria, na což poukazuje jím stanovené pravidlo nástupnictví: říše (včetně západního území, které bylo z větší části pod germánskou vládou) měla být řízena společnou vládou jeho čtyř synů a tím měla zůstat zaručena její jednota. Tato koncepce vlády připomíná někdejší Diokleciánovu tetrarchii. Tyto plány však byly zmařeny císařovou násilnou smrtí.
Zdálo se, že Maurikiova opatření povedou k vnitřní konsolidaci říše (také díky míru na východní hranici). Avšak když vojsku přikázal přezimovat na nepřátelském území na sever od Dunaje, protože chtěl ušetřit náklady na jeho údržbu, vypukla vzpoura. Vojáci vyzvedli na štít důstojníka jménem Fokas a následně obsadili Konstantinopol. Maurikios a jeho čtyři synové byli krutým způsobem usmrceni (v ortodoxní církvi je uctíván za svatého), zatímco jeho žena a dcery byly uvězněny v klášteře. Nato uzurpátor Fokas nastoupil na trůn. Zatím na východě Husrav II. využil vzpoury proti Maurikiovi jako záminky k obnovení války proti Římanům.
Maurikios, na jehož dvoře ještě zněla latina (rovněž tak v armádě a ve správě), je celkově hodnocen jako schopný císař a velitel, i když Theofylaktos ho zřejmě vylíčil až příliš pozitivně. Pokoušel se prosadit nárok na vládu nad celým někdejším impériem, avšak jak dokládá jeho konec, narazil na nepřekonatelný vnitřní odpor.
Podporoval vědy a umění. Údajně také sepsal nejslavnější pozdně antickou vojenskou příručku, Strategikon (Taktika), rozdělenou do dvanácti knih. Podle některých historiků skončila antika právě Maurikiovou smrtí, neboť během krize, která měla následujících čtyřicet let otřásat římskou říší, se charakter (východo)římského státu a společnosti zásadním způsobem změnil.